# Тихоновецкий, Александр Викторович
Алекса́ндр Ви́кторович Тихонове́цкий (Га́рин) (род. 11 апреля 1979, Находка, Приморский край) — российский футболист, нападающий, тренер.

## Карьера

### Клубная
Начинал играть в футбол в ДЮСШ города Находка, в том же городе начал профессиональную карьеру в 1997 году в местном клубе «Океан», за который сыграл 73 матча и забил 7 мячей. Сезон 2000 года провёл во владивостокском «Луче», сыграв 21 матч и забив 9 мячей в ворота соперников. В 2001 году перешёл в ЦСКА, однако закрепиться в его составе не смог, единственную игру провёл 17 марта против «Крыльев Советов» (0:3), заменив в перерыве Улугбека Бакаева. В том же году вернулся в «Луч». В 2002 году перешёл в новороссийский «Черноморец», в котором за 2 сезона сыграл 47 матчей, забил 4 мяча и помог клубу выйти в Премьер-лигу.
В 2004 году снова вернулся в «Луч-Энергию», за которую выступал следующие 4 года, за этот период сыграл 86 матчей, забил 21 мяч и вышел с клубом в Премьер-лигу в 2005 году. В 2006 году был дисквалифицирован на восемь месяцев за употребление марихуаны. 3 мая 2008 года в матче против московского «Локомотива» (2:2) забил 100-й мяч «Луча-Энергии» в Премьер-лиге.
В июне 2008 года перешёл в «Кубань», с которой 1 июля подписал двухлетний контракт, и дебютировал в её составе уже 8 июля, выйдя на замену во втором тайме матча против «Волги», в том же матче забил и свой первый гол за «Кубань», а по итогам сезона стал в составе команды второй раз в карьере серебряным призёром Первого дивизиона. 26 апреля 2009 года в матче «Кубани» против московского «Локомотива» установил новый рекорд Премьер-лиги по наименьшему количеству времени, проведённому на поле в матче чемпионата по причине прямого удаления. Тихоновецкий вышел на замену на 58-й минуте матча и уже на 60-й минуте получил красную карточку за то, что ответил на провокацию и ударил ногой защитника «Локомотива» Родолфо, который перед этим после падения сам ударил Александра в живот. В итоге Тихоновецкий провёл на поле всего 2 минуты, а до этого данный рекорд составлял 4 минуты и принадлежал Геннадию Нижегородову. В 2009 году потерял место в основе, сыграл всего в 5 матчах Премьер-лиги и, не желая сидеть на скамейке запасных, решил продолжить карьеру в другом клубе, во время отпуска посетил матч «Луча-Энергии», после чего появилась информация, что Александр намерен с августа продолжить карьеру на правах аренды именно во Владивостоке. Всего провёл в составе «Кубани» 21 матч в чемпионате и первенстве, в которых забил 8 мячей, 1 матч в Кубке России и 4 матча в турнире молодёжных составов РФПЛ. Клуб пошёл навстречу игроку и предоставил ему статус свободного агента, после чего вернулся во Владивосток, где подписал контракт с «Лучом-Энергией», о чём было сообщено на сайте команды 29 июля, по завершении сезона покинул команду.
27 февраля 2010 года было сообщено, что Тихоновецкий заключил однолетний контракт с клубом «Нижний Новгород», сыграл за него в сезоне 22 матча, в которых забил 13 голов, в лиге и ещё 1 встречу, в которой тоже отметился голом, провёл в Кубке. 19 августа было объявлено, что Тихоновецкий заключил контракт до конца сезона (с возможностью продления) с владикавказской «Аланией» на правах аренды. 9 октября, по обоюдному согласию, контракт между Тихоновецким и «Аланией» был расторгнут.
21 декабря 2010 года вернулся в «Луч-Энергию», подписав контракт на 2,5 года. Сам Тихоновецкий положительно воспринял возвращение в родной клуб. 7 апреля 2011 года, в матче второго тура Первенства ФНЛ 2011/12 против «Мордовии» (1:1) Александр был серьёзно травмирован. Результатом столкновения с защитником Павлом Степанцом у Тихоновецкого стал открытый перелом правой ноги. Полностью восстановиться от травмы смог только зимой. По результатам сезона 2012/13 в зоне «Восток» Второго дивизиона Тихоновецкий стал лучшим бомбардиром, забив 14 мячей, а также признан лучшим игроком первенства. В декабре 2013 года покинул команду, а в феврале 2014 года объявил в завершении карьеры.

### Тренерская
Летом 2014 года получил тренерскую категорию «Б» и 26 августа вошёл в тренерский штаб «Луча-Энергии». В феврале 2018 года возглавил молодёжный состав «Луча-Энергии». Через год назначен главным тренером находкинского «Океана». В сентябре 2019 года выиграл с «Океаном» чемпионат Приморского края по футболу и кубок Приморского края по футболу.

## Достижения

### Командные
«Луч-Энергия»
- Победитель Первого дивизиона: 2005
- Победитель зоны «Восток» Второго дивизиона: 2012/13

«Черноморец»
- Серебряный призёр Первого дивизиона: 2002
- Финалист Кубка Премьер-Лиги: 2003

«Кубань»
- Серебряный призёр Первого дивизиона: 2008

«Алания»
- Финалист Кубка России: 2010/11

### Личные
- Лучший бомбардир зоны «Восток» Второго дивизиона: 2012/13 (14 мячей)

## Личная жизнь
Племянник известного дальневосточного футболиста, бывшего игрока московского «Локомотива» Олега Гарина. Взял фамилию своей жены, после того как его дядя в своей автобиографии «Олег Гарин» высказал мнение, что своим попаданием в «Океан», «Луч» и ЦСКА Александр обязан только своей фамилии. Женат на Олесе — племяннице другого футболиста Романа Тихоновецкого. Имеет сына Артёма и дочь Викторию.

## Популярность в Интернете
8 июля 2008 года Александр Тихоновецкий получил популярность у читателей сайта Чемпионат.ру. Началось всё с шутливых комментариев к статье на сайте, причиной которых, прежде всего, стал слишком пафосный в отношении Александра, по мнению пользователей, заголовок статьи, при том, что сам игрок со времён дисквалификации на восемь месяцев за употребление марихуаны в 2006 году вызывает по этой причине тематический интерес у определённой части людей.
Следующая волна популярности Тихоновецкого пошла на следующий день, 9 июля, причиной тому стало название размещённой в этот день на том же сайте статьи о прошедшем туре в Первом дивизионе: «Тихоновецкий начал забивать за „Кубань“», которое ввиду одного из просторечных значений слова «забивать» являлось фактически двусмысленным и могло быть воспринято как намёк на историю о дисквалификации 2006 года и её причинах.
К вечеру 9 июля первоначально отрицательная реакция руководства сайта Чемпионат.ру на шутливые комментарии в статьях, сменилась, ввиду резкого увеличения благодаря им количества посетителей ресурса, преобразовавшись в стремление использовать ситуацию в своих целях для привлечения внимания к сайту. Тем не менее, уже ближе к полуночи того же дня руководитель проекта Дмитрий Сергеев вынес пользователям предупреждение: за немотивированное упоминание фамилии «Тихоновецкий» в других новостях с 00:00 10 июля каждому провинившемуся грозила блокировка аккаунта на странице ресурса.
Вскоре по мотивам событий, принёсших игроку славу в Рунете, появилась песня об Александре Тихоновецком, исполненная дуэтом «Стоматолог и Фисун». Сам Александр выразил благодарность авторам и исполнителям песни о себе.

## Статистика выступлений
| Клуб                       | Сезон                      | Чемпионат | Чемпионат | Кубок | Кубок | Итого | Итого |
| Клуб                       | Сезон                      | Игры      | Голы      | Игры  | Голы  | Игры  | Голы  |
| -------------------------- | -------------------------- | --------- | --------- | ----- | ----- | ----- | ----- |
| Океан                      | 1997                       | 26        | 1         | 1     | 0     | 27    | 1     |
| Океан                      | 1998                       | 19        | 0         | 1     | 0     | 20    | 0     |
| Океан                      | 1999                       | 28        | 6         | 0     | 0     | 28    | 6     |
| Всего за «Океан»           | Всего за «Океан»           | 73        | 7         | 2     | 0     | 75    | 7     |
| Луч/Луч-Энергия            | 2000                       | 21        | 9         | 0     | 0     | 21    | 9     |
| Луч/Луч-Энергия            | 2001                       | 24        | 11        | 0     | 0     | 24    | 11    |
| Луч/Луч-Энергия            | 2004                       | 37        | 8         | 0     | 0     | 37    | 8     |
| Луч/Луч-Энергия            | 2005                       | 36        | 9         | 3     | 1     | 39    | 10    |
| Луч/Луч-Энергия            | 2006                       | 17        | 4         | 1     | 0     | 18    | 4     |
| Луч/Луч-Энергия            | 2007                       | 21        | 4         | 0     | 0     | 21    | 4     |
| Луч/Луч-Энергия            | 2008                       | 10        | 3         | 0     | 0     | 10    | 3     |
| Луч/Луч-Энергия            | 2009                       | 13        | 3         | 1     | 0     | 14    | 3     |
| Луч/Луч-Энергия            | 2011/12                    | 10        | 1         | 0     | 0     | 10    | 1     |
| Луч/Луч-Энергия            | 2012/13                    | 25        | 14        | 1     | 0     | 26    | 14    |
| Луч/Луч-Энергия            | 2013/14                    | 13        | 0         | 1     | 1     | 14    | 1     |
| Всего за «Луч-Энергию»     | Всего за «Луч-Энергию»     | 226       | 66        | 7     | 2     | 234   | 68    |
| ЦСКА                       | 2001                       | 1         | 0         | 0     | 0     | 1     | 0     |
| Всего за ЦСКА              | Всего за ЦСКА              | 1         | 0         | 0     | 0     | 1     | 0     |
| Черноморец                 | 2002                       | 22        | 3         | 2     | 0     | 24    | 3     |
| Черноморец                 | 2003                       | 25        | 1         | 1     | 0     | 26    | 1     |
| Всего за «Черноморец»      | Всего за «Черноморец»      | 47        | 4         | 3     | 0     | 50    | 4     |
| Кубань                     | 2008                       | 16        | 8         | 1     | 0     | 17    | 8     |
| Кубань                     | 2009                       | 5         | 0         | 0     | 0     | 5     | 0     |
| Всего за «Кубань»          | Всего за «Кубань»          | 21        | 8         | 1     | 0     | 22    | 8     |
| Нижний Новгород            | 2010                       | 22        | 13        | 1     | 1     | 23    | 14    |
| Всего за «Нижний Новгород» | Всего за «Нижний Новгород» | 22        | 13        | 1     | 1     | 23    | 14    |
| Алания                     | 2010                       | 6         | 0         | 1     | 0     | 7     | 0     |
| Всего за «Аланию»          | Всего за «Аланию»          | 6         | 0         | 1     | 0     | 7     | 0     |
| Всего за карьеру           | Всего за карьеру           | 395       | 98        | 17    | 3     | 413   | 101   |